# Climbach, Bas-Rhin
Climbach là một xã trong tỉnh Bas-Rhin, thuộc vùng Grand Est của nước Pháp, có dân số là 516 người (thời điểm 1999).

## Thông tin nhân khẩu
| 1962 | 1968 | 1975 | 1982 | 1990 | 1999 |
| ---- | ---- | ---- | ---- | ---- | ---- |
| 443  | 458  | 459  | 514  | 480  | 516  |

## Điểm tham quan
- Tuyến phòng thủ Maginot tại Climbach